# Casinaria scabra
Casinaria scabra là một loài tò vò trong họ Ichneumonidae.